# Râul Valea Cioncașele

Râul Valea Cioncașele este un curs de apă care este afluentul de dreapta și una din cele două surse ale cursului de apă Pârâul Muntelui, Talna din județul Satu Mare, România.